# Bannière de procession de Squiffiec
La Bannière de procession de l'église Saint-Pierre-et-Saint-Paul à Squiffiec, une commune du département des Côtes-d'Armor dans la région Bretagne en France, est une bannière de procession datant du XVIIIe siècle. Elle est classée monument historique au titre d'objet depuis le 31 janvier 1967. 
La bannière de procession est en velours uni, soie, fil métal : doré, argenté. Recto : La Crucifixion entre saint Jean et la Vierge - verso : Assomption de Marie.